# US-amerikanische Meisterschaften im Biathlon 2009
Die US-amerikanische Meisterschaften im Biathlon wurden 2009 in Fort Kent ausgetragen. Die Wettkämpfe am 19. und 22. März im Rahmen der zehnten Station des Biathlon-NorAm-Cup 2008/09 ausgetragen. Deshalb waren die Spitzenathleten des US-Biathlonverbandes (Jay Hakkinen, Tim Burke, Lowell Bailey, Jeremy Teela und Haley Johnson) nicht anwesend, sondern im Biathlon-Weltcup 2008/09 unterwegs. Erfolgreichste Teilnehmerin war die Biathletin Tracy Barnes mit zwei Titeln und einem dritten Platz.

## Männer

### Sprint 10 km
| Platz | Name            | Fehler | Zeit         |
| ----- | --------------- | ------ | ------------ |
| 1     | Bill Bowler     | 2-1    | 28:11.1      |
| 2     | Jesse Downs     | 3-2    | 28:14.1      |
| 3     | Zach Hall       | 0-2    | 28:31.2      |
| 4     | Dan Campbell    | 2-1    | 28:36.0      |
| 5     | Russell Currier | 3-2    | 28:43.9      |
| 6     | Casey Simons    | 1-2    | 28:44.4      |
| 7     | Duncan Douglas  | 2-3    | 29:17.6      |
| 8     | Kevin Patzoldt  | 0-3    | 29:18.4      |
| 9     | Newt Rogers     | 2-0    | 29:33.0      |
| 10    | Sam Morse       | 1-3    | 29:35.2      |
| 11    | Nigel Kinney    | 4-1    | 30:57.9      |
| 12    | Marty Smith     | 4-3    | 10:32:42.64  |
| 13    | Blake Hillerson | 2-1    | 10:37:51.901 |
| 14    | Eli Walker      | 3-0    | 10:47:20.219 |

Datum: 19. März

Am Start waren 18 Biathleten, darunter vier Kanadier (im Rahmen des Nor-Am-Cups, hier nicht mit gerechnet. Das Rennen gewann auch der Kanadier Nathan Smith).

### Verfolgung 12,5 km
| Platz | Name            | Fehler  | Zeit    |
| ----- | --------------- | ------- | ------- |
| 1     | Russell Currier | 2-0-0-1 | 37:03.1 |
| 2     | Dan Campbell    | 0-0-0-1 | 37:12.1 |
| 3     | Jesse Downs     | 0-2-3-1 | 38:50.3 |
| 4     | Casey Simons    | 2-0-3-3 | 38:58.9 |
| 5     | Sam Morse       | 2-1-1-2 | 39:06.5 |
| 6     | Bill Bowler     | 2-0-4-3 | 39:30.4 |
| 7     | Kevin Patzoldt  | 1-1-2-1 | 40:04.6 |
| 8     | Newt Rogers     | 2-0-2-2 | 40:04.6 |
| 9     | Duncan Douglas  | 2-2-2-1 | 40:44.4 |
| 10    | Zach Hall       | 2-4-3-2 | 41:18.6 |
| 11    | Marty Smith     | 1-1-2-2 | 41:29.2 |
| 12    | Nigel Kinney    | 4-1-2-1 | 42:46.4 |
| 13    | Blake Hillerson | 2-0-1-2 | 42:55.0 |

Datum: 21. März

Am Start waren 17 der 18 Startberechtigten, darunter vier Kanadier. Nicht am Start war Eli Walker, das gleichzeitige Nor-Am-Cup-Rennen gewann der Kanadier Nathan Smith.

### Massenstart 15 km
| Platz | Name            | Fehler  | Zeit    |
| ----- | --------------- | ------- | ------- |
| 1     | Kevin Patzoldt  | 1-0-1-0 | 45:26.1 |
| 2     | Casey Simons    | 2-1-2-2 | 45:28.8 |
| 3     | Russell Currier | 2-2-3-1 | 45:29.0 |
| 4     | Jesse Downs     | 3-2-2-1 | 45:35.9 |
| 5     | Duncan Douglas  | 3-2-2-1 | 46:59.0 |
| 6     | Dan Campbell    | 3-2-2-1 | 47:11.4 |
| 7     | Bill Bowler     | 4-2-1-3 | 47:38.4 |
| 8     | Sam Morse       | 2-1-3-3 | 47:49.7 |
| 9     | Zach Hall       | 3-1-3-1 | 47:53.5 |
| 10    | Blake Hillerson | 1-1-0-1 | 49:04.3 |
| 11    | Nigel Kinney    | 2-2-2-1 | 49:58.6 |
| 12    | Marty Smith     | 3-2-1-3 | 52:21.0 |
| 13    | Newt Rogers     | 3-4-3-3 | 53:27.9 |

Datum: 22. März

Am Start waren sechzehn Athleten, darunter drei Kanadier, inklusive des Siegers des Rennens, Patrick Côté.

## Frauen

### Sprint 7,5 km
| Platz | Name                | Fehler | Zeit    |
| ----- | ------------------- | ------ | ------- |
| 1     | Susan Dunklee       | 1-1    | 24:55.3 |
| 2     | Lanny Barnes        | 1-0    | 25:17.1 |
| 3     | Tracy Barnes        | 1-1    | 25:44.5 |
| 4     | Annelies Cook       | 1-2    | 26:17.8 |
| 5     | Laura Spector       | 1-3    | 26:22.8 |
| 6     | Sara Studebaker     | 1-2    | 26:35.5 |
| 7     | BethAnn Chamberlain | 3-0    | 27:43.2 |
| 8     | Jennifer Wygant     | 1-2    | 28:07.6 |
| 9     | Katrina Howe        | 3-2    | 29:18.6 |
| 10    | Denise Teela        | 1-1    | 30:08.0 |

Datum: 19. März

Am Start waren elf Biathletinnen, darunter eine Kanadierin (Melanie Schultz, nicht mit gerechnet, in der Gesamtwertung Zehnte).

### Verfolgung 10 km
| Platz | Name                | Fehler  | Zeit    |
| ----- | ------------------- | ------- | ------- |
| 1     | Tracy Barnes        | 0-0-0-0 | 31:27.7 |
| 2     | Lanny Barnes        | 1-1-0-0 | 33:45.8 |
| 3     | Annelies Cook       | 1-0-2-1 | 34:45.8 |
| 4     | Susan Dunklee       | 3-3-1-1 | 35:14.1 |
| 5     | Sara Studebaker     | 0-1-3-2 | 35:25.3 |
| 6     | Laura Spector       | 1-3-2-2 | 35:27.9 |
| 7     | Jennifer Wygant     | 1-0-3-0 | 35:55.8 |
| 8     | BethAnn Chamberlain | 2-4-0-2 | 37:55.2 |
| 9     | Katrina Howe        | 1-2-3-2 | 38:20.8 |
| 10    | Denise Teela        | 1-1-1-1 | 39:05.7 |

Datum: 21. März

Am Start waren alle elf startberechtigten Biathletinnen, darunter die Kanadierin Melanie Schultz (8.).

### Massenstart 12,5 km
| Platz | Name                | Fehler  | Zeit    |
| ----- | ------------------- | ------- | ------- |
| 1     | Tracy Barnes        | 0-0-1-0 | 44:23.9 |
| 2     | Laura Spector       | 4-2-0-2 | 47:56.9 |
| 3     | Annelies Cook       | 1-2-2-2 | 48:31.6 |
| 4     | Sara Studebaker     | 1-0-4-2 | 49:07.3 |
| 5     | BethAnn Chamberlain | 1-3-1-2 | 49:31.4 |
| 6     | Susan Dunklee       | 3-3-2-3 | 49:53.0 |
| 7     | Katrina Howe        | 3-2-3-2 | 51:26.4 |
| 8     | Jennifer Wygant     | 3-3-4-2 | 53:19.6 |
| 9     | Denise Teela        | 2-3-2-1 | 56:00.0 |

Datum: 22. März

Am Start waren zehn Athletinnen, darunter die Kanadierin Melanie Schultz (6.).

## Belege
1. ↑  Ergebnisse des Männer-Sprints (PDF; 71 kB)
2. ↑  Resultate der Männer-Verfolgung (PDF; 63 kB)
3. ↑  Ergebnisse des Massenstartrennen der Männer (PDF; 61 kB)
4. ↑  Ergebnisliste des Frauen-Sprints (PDF; 67 kB)
5. ↑  Ergebnisse der Frauen-Verfolgung (PDF; 62 kB)
6. ↑  Ergebnisse des Frauen-Massenstarts (PDF; 60 kB)